# Liste der Ehrenbürger von Stuttgart
Die Stadt Stuttgart hat seit 1801 folgenden Personen das Ehrenbürgerrecht verliehen.
Hinweis: Die Auflistung erfolgt chronologisch nach Datum der Zuerkennung.

## Die Ehrenbürger der StadtStuttgart
1. 1801 Christian Heinrich von Günzler, Regierungsrat und Stadtoberamtmann (1758–1842)
2. 1801 Carl Freiherr (seit 1810 Graf) von Reischach, Kammerherr und Regierungsrat (1763–1834)
3. 1807 Wolfgang (von) Mögling, Geh. Legationsrat (1771–1813)
4. 1819 Jakob Friedrich (von) Weishaar, Präsident der Abgeordnetenkammer (1775–1834)
5. 1828 Ludwig August von Gärttner, Stadtdirektor und Präsident (1790–1870)
6. 1832 Theodor Plieninger, Mediziner (1756–1840)
7. 1835 Georg Friedrich von Jäger, Obermedizinalrat und Paläontologe (1785–1866)
8. 1835 Carl Friedrich (von) Kielmeyer, Staatsrat, Naturforscher (1765–1844)
9. 1836 Karl Ludwig von Reichenbach, Chemiker und Industrieller (1788–1869)
10. 1837 Karl Ferdinand Heinrich Freiherr von Ludwig, Fabrikant und Bankier (1784–1847)
11. 1839 Georg (von) Reinbeck, Hofrat, Professor, Dichter und Ästhetiker (1766–1849)
12. 1841 Bertel (von) Thorvaldsen, dänischer Bildhauer (1770–1844)
13. 1847 Paul (von) Pfizer, Staatsrat und politischer Schriftsteller (1801–1867)
14. 1848 Christof Gottlob Heinrich Friedrich von Römer, Staatsrat, Vorsitzender im Märzministerium 1848 und Präsident der Abgeordnetenkammer (1794–1864)
15. 1854 Gustav Adolf Breymann, Professor am Polytechnikum, Architekt (1807–1859)
16. 1855 Ludwig Friedrich von Gaab, Oberbaurat (1800–1869)
17. 1857 Ludwig Friedrich Freiherr von Wiesenhütten, Kammerherr (1786–1859)
18. 1857 Dominika Freifrau von Wiesenhütten, geb. Stahl (1812–1858)
19. 1858 Wilhelm Friedrich von Ludwig, Staatsrat und Königl. Leibarzt (1790–1865)
20. 1864 Ludwig (von) Golther, Kultusminister und Präsident (1823–1876)
21. 1864 Joseph (von) Egle, Hofbaudirektor (1818–1899)
22. 1866 Karl von Gerok, Oberhofprediger und Dichter (1815–1890)
23. 1871 Hugo Freiherr von Obernitz, Kommandierender General (1819–1901)
24. 1871 Karl Bernhard Freiherr von Reitzenstein, Generalleutnant (1809–1885)
25. 1872 Heinrich von Sick, 1862–1872 Oberbürgermeister von Stuttgart, dann Minister des Innern (1822–1881)
26. 1884 Ludwig von Hofer, Hofbildhauer (1801–1887)
27. 1887 Andreas (von) Renner, Staatsminister der Finanzen (1814–1898)
28. 1890 Otto Fürst von Bismarck, Reichskanzler (1815–1898)
29. 1900 Hermann von Mittnacht, Ministerpräsident (1825–1909)
30. 1906 Eduard Zeller, Philosoph (1814–1908)
31. 1908 Ferdinand Graf von Zeppelin, General der Kavallerie und Luftschiffbauer (1838–1917)
32. 1909 Eduard (von) Pfeiffer, Geh. Hofrat, Schriftsteller und Mitbegründer des Stuttgarter Spar- und Konsumvereins (1835–1921)
33. 1910 Adolf von Donndorf, Bildhauer (auch Ehrenbürger von Eisenach und Weimar) (1835–1916)
34. 1917 Robert Bosch, Industrieller (1861–1942) (seit 1917 auch Ehrenbürger der früheren Stadtgemeinde Feuerbach)
35. 1927 Carl von Bach, Ingenieur, Staatsrat (1847–1931)
36. 1933 Paul von Beneckendorff und von Hindenburg, Reichspräsident und Generalfeldmarschall (1847–1934) (durch den Gemeinderat aberkannt am 15. Juli 2010)
37. 1933 Adolf Hitler, Reichskanzler (1889–1945) (aberkannt 5. August 1946)
38. 1938 Konstantin Freiherr von Neurath, Außenminister (1873–1956) (1946 aberkannt)[1]
39. 1945 Karl Lautenschlager, Oberbürgermeister von Stuttgart (1868–1952)
40. 1954 Theodor Heuss, MdR (DDP), MdB (FDP), 1949–1959 Bundespräsident (1884–1963)
41. 1969 Reinhold Maier, MdR (DDP), MdB (FDP), Ministerpräsident (1889–1971)
42. 1975 Gebhard Müller, MdB (CDU), Ministerpräsident, Präsident des Bundesverfassungsgerichts (1900–1990)
43. 1975 Erwin Schoettle, MdB (SPD), Bundestagsvizepräsident (1899–1976)
44. 1982 Pierre Pflimlin, 1959–1983 Oberbürgermeister von Straßburg (1907–2000)
45. 1990 Richard von Weizsäcker, MdB (CDU), 1984–1994 Bundespräsident (1920–2015)
46. 1996 Manfred Rommel (CDU), 1974–1996 Oberbürgermeister von Stuttgart (1928–2013)
47. 2012 Wolfgang Schuster (CDU), 1996–2012 Oberbürgermeister von Stuttgart (* 1949)

## Ehrenbürger ehemals selbständiger Gemeinden und heutiger Stadtteile

### Cannstatt(bis 1905 Stadtgemeinde Cannstatt)
- 1818 Karl Friedrich Sick, Hofrat (1780–1837)
- 1822 Franz Xaver Freiherr Hugo von Spitzemberg, Oberstkammerherr, Generalleutnant und Hofjägermeister (1781–1864)
- 1822 Johann Gottlob Christoph von Seeger, Oberamtmann und Stadtrichter (1767–1835)
- 1830 Josef (von) Dalbenden, Oberstleutnant und Kammerherr (1792–1844)
- 1830 Jakob von Heine, Geh. Hofrat, Mitbegründer der Orthopädie, Entdecker der Spinalen Kinderlähmung (1800–1879)
- 1830 Henriette Heine, geb. Camerer (1807–1874)
- 1831 Gotthold Karl Georg von Ströhlin, Oberamtmann und Stadtdirektor (1791–1858)
- 1843 Elisabeth Freifrau Hugo von Spitzemberg geb. Freiin von Massenbach (1803–1857) und ihre vier Söhne, die Freiherren:
  - Wilhelm Freiherr Hugo von Spitzemberg, General (1825–1888)
  - Karl Freiherr Hugo von Spitzemberg, Kammerherr, Staatsrat (1826–1880)
  - Alfred Freiherr Hugo von Spitzemberg (1830–1848)
  - Franz Freiherr Hugo von Spitzemberg, Premierleutnant (1841–1871)
- 1845 Karl Baron von Vauthier-Bailliamont, K. K. Kämmerer, Hauptmann (1778–1856)
- um 1845 Emil Freiherr von Maucler, Oberstkarnmerherr, Oberhofratspräsident und Staatsrat (1809–1870)
- um 1845 Julius Freiherr von Maucler, Kammerherr und Legationsrat (1811–1850)
- 1854 Wilhelm Graf von Taubenheim, Kammerherr und Oberst-Stallmeister (1805–1894)
- 1856 Albert von Veiel, Oberamtsarzt und Geh. Hofrat (1806–1874)
- 1879 Ernst Ezechiel Pfeiffer, Geheimer Hofrat (1831–1904)
- 1881 Karl Wilhelm Sutorius, Kaufmann (1831–1901)
- 1888 Karl (von) Burckhardt, Hofrat und Badearzt (1818–1888)
- 1893 Rudolf (von) Vellnagel, Bankier, Geh. Hofrat und Niederländischer Generalkonsul (1840–1918)
- 1893 Karl von Schmid, Staatsminister des Innern (1832–1893)
- 1893 Karl von Leibbrand, Präsident (1839–1898)
- 1904 Oskar von Nast, Oberbürgermeister von Cannstatt (1849–1907)

### Degerloch
- 1885  Karl Ehmann, Oberbaurat (1844–1905)

### Feuerbach(bis 1933 Stadtgemeinde Feuerbach)
- 1908 August Happold, Fabrikant (1846–1922)
- 1909 Oswald Hesse, Hofrat und Chemiker

### Hofen
- 1924 Adolf Adis, Pfarrer (1873–1963)

### Möhringen
- 1901 Otto Mögling, Arzt (1852–1910)
- 1907 Gustav Albert Kleinknecht, Schultheiß (1837–1909)
- 1907 Johannes Krämer, Oberlehrer (1834–1910)
- 1913 Karl Widmaier, Bierbrauereibesitzer (1859–1938)

### Mühlhausen
- 1907 Wilhelm Presset, Pfarrer (1863–1941)

### Münster
- 1897 Karl Eckhardt, Pfarrer(1832–1901)
- 1911 Gustav Firnhaber, Bauführer (1848–1915)
- 1914 Karl Eberhard Seeger, Hauptlehrer (1846–1923)
- 1926 Maria Lutz, geb. Weitmann, Schriftstellerin (1886–1951)

### Rotenberg
- 1926 Alexander Beutter, Pfarrer, Musikgelehrter (1862–1952)

### Sillenbuch
- 1897 Paul Rommel, Wirt (1862–1918)

### Uhlbach
- 1893 Gottlieb Benger, Fabrikant, Geh. Kommerzienrat, Rumänischer Generalkonsul (1851–1903)

### Untertürkheim
- 1904 Eduard Fiechtner, Schultheiß (1843–1922)

### Vaihingen
- 1906 Otto Krehl, Schultheiß (1838–1925)
- 1906 Robert Leicht, Bierbrauereibesitzer, Kommerzienrat (1849–1921)
- 1910 Robert Vollmöller, Fabrikant, Kommerzienrat (1849–1911)
- 1928 Fanny Leicht, geb. Widmaier, Kommerzienrats-Witwe (1854–1939)
- 1929 Ernst Kachel, Schultheiß (1865–1931)

### Wangen
- 1905 Ernst Geiger, Schultheiß (1866–1932)

### Zuffenhausen(bis 1931 Stadtgemeinde Zuffenhausen)
- 1918 Moritz Horkheimer, Fabrikant, Kommerzienrat (1858–1945)
- 1918 Samuel Rothschild, Fabrikant, Mitbegründer der Lederfabrik Zuffenhausen (1853–1924)
- 1922 Louis Bauer, Bäckermeister und Löwenwirt (1837–1930)